# Joanna Bator
Joanna Bator (sinh ngày 2 tháng 2 năm 1968) là một tiểu thuyết gia, nhà báo, nhà nữ quyền và học giả người Ba Lan. Bà chuyên nghiên cứu mảng văn hóa của nhân loại học và nghiên cứu về giới. Joanna Bator được trao Giải thưởng văn học Nike vào năm 2013.

## Tiểu sử
Joanna Bator sinh năm 1968 tại thành phố Wałbrzych ở Lower Silesia, tây nam Ba Lan. Bà theo học chuyên ngành văn hóa tại Đại học Warsaw. Joanna Bator cũng tốt nghiệp Trường Khoa học Xã hội liên kết với Viện Hàn lâm Khoa học Ba Lan tại Warsaw. Luận án tiến sĩ của bà bàn về các khía cạnh triết học của lý thuyết nữ quyền và thảo luận về phân tâm học và chủ nghĩa hậu hiện đại. Trong giai đoạn 1999-2008, Joanna Bator làm phó giáo sư tại Khoa Triết học và Xã hội học trực thuộc Viện Hàn lâm Khoa học Ba Lan. Trong khoảng thời gian 2007-2011, bà giảng dạy tại Học viện Công nghệ Thông tin Ba Lan-Nhật Bản. Bà cũng được nhận một số học bổng bao gồm học bổng tại Trường Nghiên cứu Xã hội Mới ở New York và học bổng của Quỹ Nhật Bản ở Tokyo.
Joanna Bator quan tâm sâu sắc đến văn hóa Nhật Bản. Cuốn sách đầu tiên bà viết về Nhật Bản là Japoński wachlarz (The Japanese Fan). Cuốn sách nay được viết sau hai năm bà ở Nhật.
Joanna Bator là tác giả của nhiều đâu sách, gồm cả hư cấu và phi hư cấu. Các tựa sách như The Japanese Fan và Sandy Mountain nhận được nhiều lời khen ngợi ở quê hương Ba Lan. Năm 2010, bà được đề cử cho Giải thưởng văn học Gdynia và Giải thưởng văn học Nike với cuốn sách Sandy Mountain. Ba năm sau, tiểu thuyết Ciemno, prawie noc (Dark, Recent Night) giúp bà giành được Giải thưởng văn học Nike - giải thưởng văn học hàng đầu của Ba Lan.
Joanna Bator hiện đang làm chuyên mục viên cho nhật báo Gazeta Wyborcza và Pani. Bà cũng có nhiều bài viết được đăng trên các tạp chí như Tygodnik Powszechny, Twórczość, Bluszcz, Czas kultury và Kultura i społeczeństwo. Bà còn là thành viên ban giám khảo của Giải thưởng Ryszard Kapuściński.

## Tác phẩm
- Feminism, Postmodernism, Psychoanalysis (2001)
- A Woman (2002)
- The Japanese Fan (2004)
- Sandy Mountain (2009)
- Cloudalia (2010)
- Dark, Almost Night (2013)
- A Shark from Yoyogi Park (2014)
- Island Tear (2015)
- Year of the Rabbit (2016)
- Purezento (2017)